# Francastel
Francastel är en kommun i departementet Oise i regionen Hauts-de-France i norra Frankrike. Kommunen ligger i kantonen Crèvecœur-le-Grand som tillhör arrondissementet Beauvais. År 2022 hade Francastel 499 invånare.

## Befolkningsutveckling
Antalet invånare i kommunen Francastel
| Referens: INSEE |